# Cvetenje voda
Cvetenje vode povzroča hitra rast populacije alg, ki se lahko pojavi tako v slanih kot tudi v sladkih vodah. V procesu po navadi sodelujejo samo ena ali manjše število vrst fitoplanktona. Pri cvetenju je barva vode odvisna od vrste alge, ki cveti. Obarvajo jo lahko zeleno, rumeno-rjavo ali pa rdeče. Cvetenje vode se začne pri več stotih ali tisočih celic na milimeter, lahko pa koncentracija doseže tudi do milijon celic na milimeter.
Prekomerno namnožitev modrozelenih bakterij in enoceličnih alg povzroči velika količina mineralnih snovi (nitratov in fosfatov). 
Ko začnejo modrozelene bakterije in alge odmirati, porabljajo saprofitske bakterije za njihov razkroj veliko kisika, kar lahko povzroči v jezeru tudi anaerobne razmere. Cvetenje je še posebno nevarno, kadar ga povzročajo cianobakterije in enocelične alge, ki proizvajajo strupe.

## Škodljivo cvetenje vode
Cvetenje vode je škodljivo, če vključuje strupeni ali kakorkoli drugače škodljiv fitoplankton. Povzroča negativen vpliv na ostale organizme. Pogosto je tako cvetenje rdečega ali rjavega odtenka. 